# بيل جونستون (قرصان رسمي)
بيل جونستون (بالإنجليزية: Bill Johnston)‏ هو قرصان رسمي أمريكي، ولد في 1 فبراير 1782، وتوفي في 17 فبراير 1870.